# Maria Koput
Maria Koput (ur. 28 listopada 1942 w Kozicach Dolnych) – polska polityk, posłanka na Sejm PRL IX kadencji.

## Życiorys
Od 1965 szwaczka w Zakładach Przemysłu Dziewiarskiego „Trawena” w Trawnikach, gdzie była I sekretarzem Podstawowej Organizacji Partyjnej Polskiej Zjednoczonej Partii Robotniczej. W 1985 uzyskała mandat posłanki na Sejm IX kadencji. Została wybrana w okręgu Lublin z listy PZPR. Zasiadała w Komisji Polityki Społecznej, Zdrowia i Kultury Fizycznej. Otrzymała Medal 40-lecia Polski Ludowej.